# Bolosauridae
De Bolosauridae zijn een familie van uitgestorven parareptielen, die leefden tijdens het Vroeg- en Midden-Perm (280-260 miljoen jaar geleden). Hun fossiele resten zijn gevonden in Noord-Amerika, Rusland en Duitsland. Onder de bolosauriden waren de oudste tweevoetige gewervelde dieren. De bolosauriden waren ongebruikelijk voor hun tijdsperiode doordat ze tweevoetig waren, als oudst bekende tetrapoden. Hun tanden suggereren dat ze herbivoren waren. De bolosauriden waren een zeldzame groep en stierven uit zonder bekende nakomelingen.

## Naamgeving
Een familie Bolosauridae werd in 1878 benoemd door Edward Drinker Cope.
Modesto definieerde in 2015 een klade Bolosauridae als de groep bestaande uit de laatste gemeenschappelijke voorouder van Belebey, Bolosaurus en Eudibamus; en al zijn nakomelingen. Ze zijn de zustergroep van Erpetonyx binnen de Bolosauria.

## Herbivoren
Deze kleine reptielen, iets groter dan de hagedissen, worden ingedeeld in de groep van anapsiden, de meest basale van alle reptielen, die over het algemeen slaapvensters missen. Bolosauriden hadden echter een lang, laag venster aan de achterkant van de schedel, waarschijnlijk om krachtige kauwspieren te huisvesten. Deze dieren waren herbivoren, zoals aangegeven door hun bolvormige en sterke tanden. De achterste tanden waren gezwollen en stonden in twee evenwijdige rijen per zijde. De voorste tanden, in de praemaxillae en voorste dentaria, echter waren incisiviform en helden naar voren. Van de binnenste tanden hadden nummers drie en vier een tussenvorm. De maxillaire tanden en de achterste dentaire tanden occludeerden waarbij de buitenkant van de tanden van de onderkaak langs de binnenkent van de tanden van de bovenkaak schaarden. Groeven op de slijtfacetten tonen dat de onderkaken van voor naar achter konden worden bewogen. De onderkaak heeft daartoe een lang coronoïde uitsteeksel. Het hoofd van de bolosauriden was kort en stevig. Het qudratojugale is staafvormig en vormt de achterzijde van een smal onderste slaapvenster.

## De oudste tweevoeters
In 2000 werd een blijkbaar tweevoetige bolosauride soort, Eudibamus cursoris, beschreven. Het uit Duitsland afkomstige fossiel heeft extreem langgerekte achterpoten, tweemaal langer dan de voorpoten: dit dier is de oudste tweevoetige die we kennen, al is het niet zeker of Eudibamus zich bewoog door te rennen of te springen. In elk geval vertegenwoordigen deze oude wezens de eerste poging tot volledige tweevoetigheid door een gewerveld dier. De voeten waren lang en slank. Vermoedelijk stonden de achterpoten recht onder het lichaam en was Eudibamus een teenganger, wat duidt op een rennende levenswijze.

## Een secundair verhemelte
De recente herbeschrijving van de schedelanatomie van de soort Belebey vegrandis heeft nieuwe informatie voor de fylogenie van de groep aan het licht gebracht. In het bijzonder wijst het uitgebreid gewijzigde verhemeltegebied op de aanwezigheid van een volledig functionerend secundair verhemelte zodat het kauwen niet onderbroken hoefde te worden om te ademen. Bolosauriden lijken te hebben behoord tot een groep die ook bestond uit pareiasauriërs, procolophoniden en andere minder bekende vormen zoals Macroleter. Al deze vormen komen echter alleen voor in het Laat-Perm, enkele miljoenen jaren na het verdwijnen van de laatste bolosauriden.

## Fylogenie
De oudste Bolosauridae, i.c. Eudibamus, duiken op in het Asselien, als oudste bekende Parareptilia.
Het volgende cladogram toont de fylogenetische positie van de Bolosauridae, naar een studie van Johannes Müller, Li Jin-Ling en Robert R. Reisz, 2008.
|  | Bolosaurus grandis  |
|  |                     |
|  | Bolosaurus striatus |
|  |                     |

|  | Belebey chengi    |
|  |                   |
|  | Belebey maximi    |
|  |                   |
|  | Belebey vegrandis |
|  |                   |

|  | Bolosaurus grandis  |
|  |                     |
|  | Bolosaurus striatus |
|  |                     |

|  | Belebey chengi    |
|  |                   |
|  | Belebey maximi    |
|  |                   |
|  | Belebey vegrandis |
|  |                   |

|  | Bolosaurus grandis  |
|  |                     |
|  | Bolosaurus striatus |
|  |                     |

|  | Belebey chengi    |
|  |                   |
|  | Belebey maximi    |
|  |                   |
|  | Belebey vegrandis |
|  |                   |

|  | Bolosaurus grandis  |
|  |                     |
|  | Bolosaurus striatus |
|  |                     |

|  | Belebey chengi    |
|  |                   |
|  | Belebey maximi    |
|  |                   |
|  | Belebey vegrandis |
|  |                   |